# Incognito (операційна система)
Incognito був дистрибутивом Linux на базі Gentoo Linux. Його головною особливістю було включення інструментів анонімності та безпеки, таких як Tor за замовчуванням, і їх можна використовувати як Live CD або Live USB.
Розробники Incognito заявили на домашній сторінці проєкт, що Incognito припинено, і рекомендує Tails як альтернативу.

## Історія випусків
| Номер версії        | Дата виходу         |
| ------------------- | ------------------- |
| 20080109.1          | 26 січня 2008 року  |
| 2008.1              | 02 серпня 2008 року |
| 2008.1 (revision-1) | 05 серпня 2008 року |

## Інструменти анонімності та безпеки
- Tor, анонімний перегляд Інтернету.
- TrueCrypt, утиліта шифрування файлів / розділів.
- Enigmail, розширення безпеки для Thunderbird.
- Torbutton, плагін Firefox для поліпшення анонімності Tor у Firefox.
- FireGPG, плагін Firefox для використання GnuPG для Webmail.
- GnuPG, OpenPGP для шифрування.
- KeePassX, менеджер паролів.

Окрім цих інструментів, оперативна пам'ять була перезаписана під час відключення системи, щоб забезпечити можливість відновлення даних пізніше.

## Ліцензія
Проєкт Tor зарахував Incognito як ліцензіата торгової марки Tor. Відповідно до цієї ліцензійної угоди, Incognito мав право використовувати ім'я та логотип Tor.